# Tout recommencer
"Tout recommencer" é o terceiro álbum de estúdio do cantor português David Carreira. O álbum conta com participação de artistas de fama mundial, como o rapper estadunidense Snoop Dogg.

"Tout recommencer" é o terceiro álbum de estúdio do cantor português David Carreira.[1] O álbum conta com participação de artistas de fama mundial, como o rapper estadunidense Snoop Dogg.[2]
Mais informação: Tout recommencer, Álbum de estúdio de David Carreira, ...
Tout recommencer
Álbum de estúdio de David Carreira
Lançamento	22 de agosto de 2014
Gênero(s)	Pop, Rock, Dance music, Hip hop, R&B
Idioma(s)	Francês
Gravadora(s)	Warner Music
Cronologia de David Carreira
Último
A força está em nós
(2013)
Fechar
Faixas
Mais informação: N.º, Título, ...
Desempenho nas paradas
Mais informação: Paradas (2014), Melhor posição, ...
Paradas (2014)	Melhor
posição
 Bélgica (Ultratop 40 Valônia)[3]	20
 França (SNEP)[4]	8
```
Suíça (Schweizer Hitparade)[5]	21
```

Fechar
Referências
Toque para expandir
↑ "Tout recommencer - David Carreira". iTunes Store Apple, Inc. Consultado em 12 de setembro de 2014.
↑ "Recherche pour: David Carreira". Hung Medien (em francês). lesscharts. Consultado em 17 de dezembro de 2014.
↑ David Carreira – Tout recommencer (em francês). Ultratop.be. Hung Medien. Página visitada em 17 de março de 2015.
↑ David Carreira – Tout recommencer (em francês). Lescharts.com. Hung Medien. Página visitada em 17 de março de 2015.
↑ David Carreira – Tout recommencer (em inglês). Swisscharts.com. Hung Medien. Página visitada em 17 de março de 2015.
Fechar

## Desempenho nas paradas
| Paradas (2014)              | Melhor posição |
| --------------------------- | -------------- |
| Bélgica (Ultratop Valônia)  | 20             |
| França (SNEP)               | 8              |
| Suíça (Schweizer Hitparade) | 21             |